# Svarthösläktet
Svarthösläktet (Bartsia) är ett släkte av snyltrotsväxter. Svarthösläktet ingår i familjen snyltrotsväxter.

## Bildgalleri

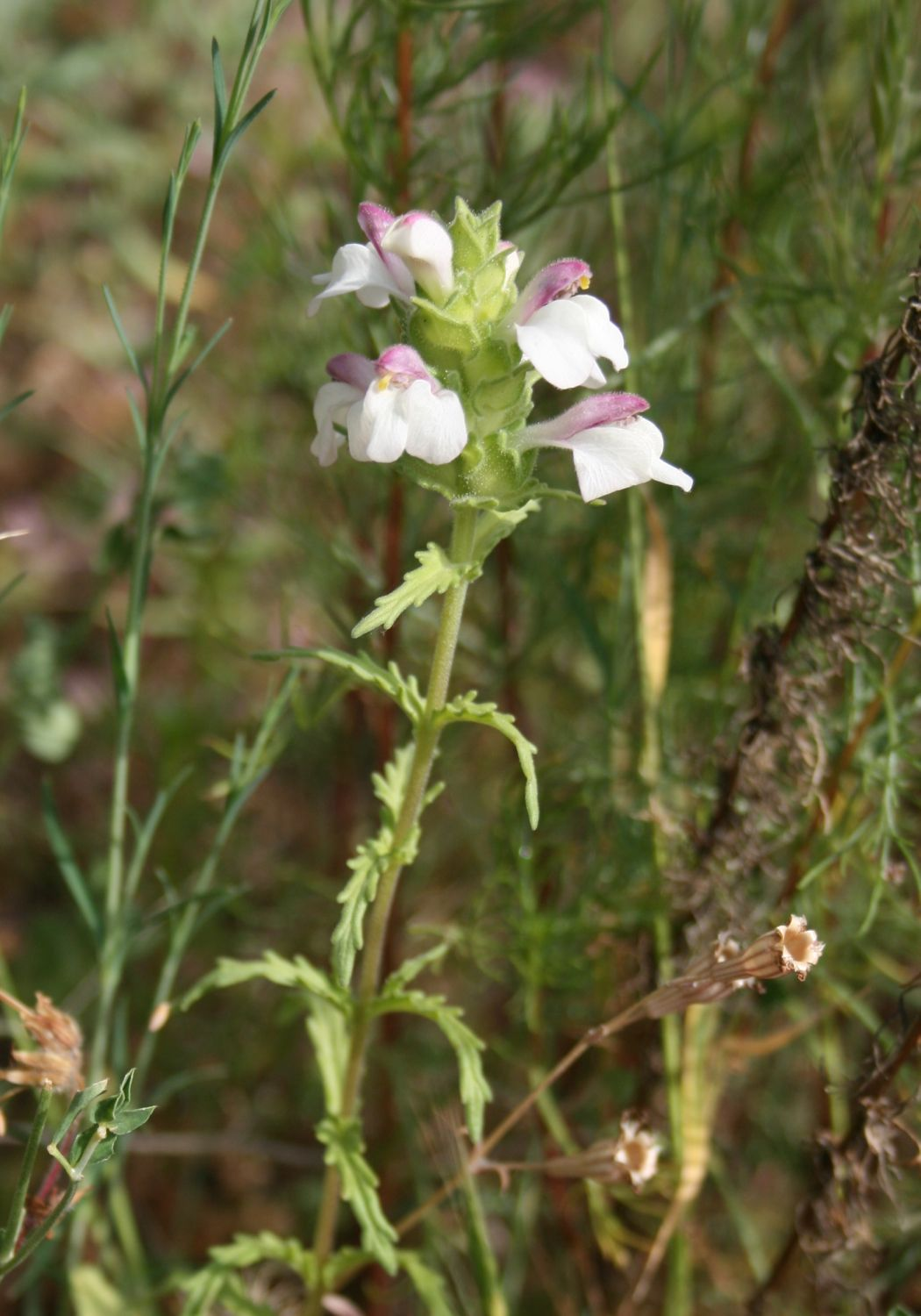
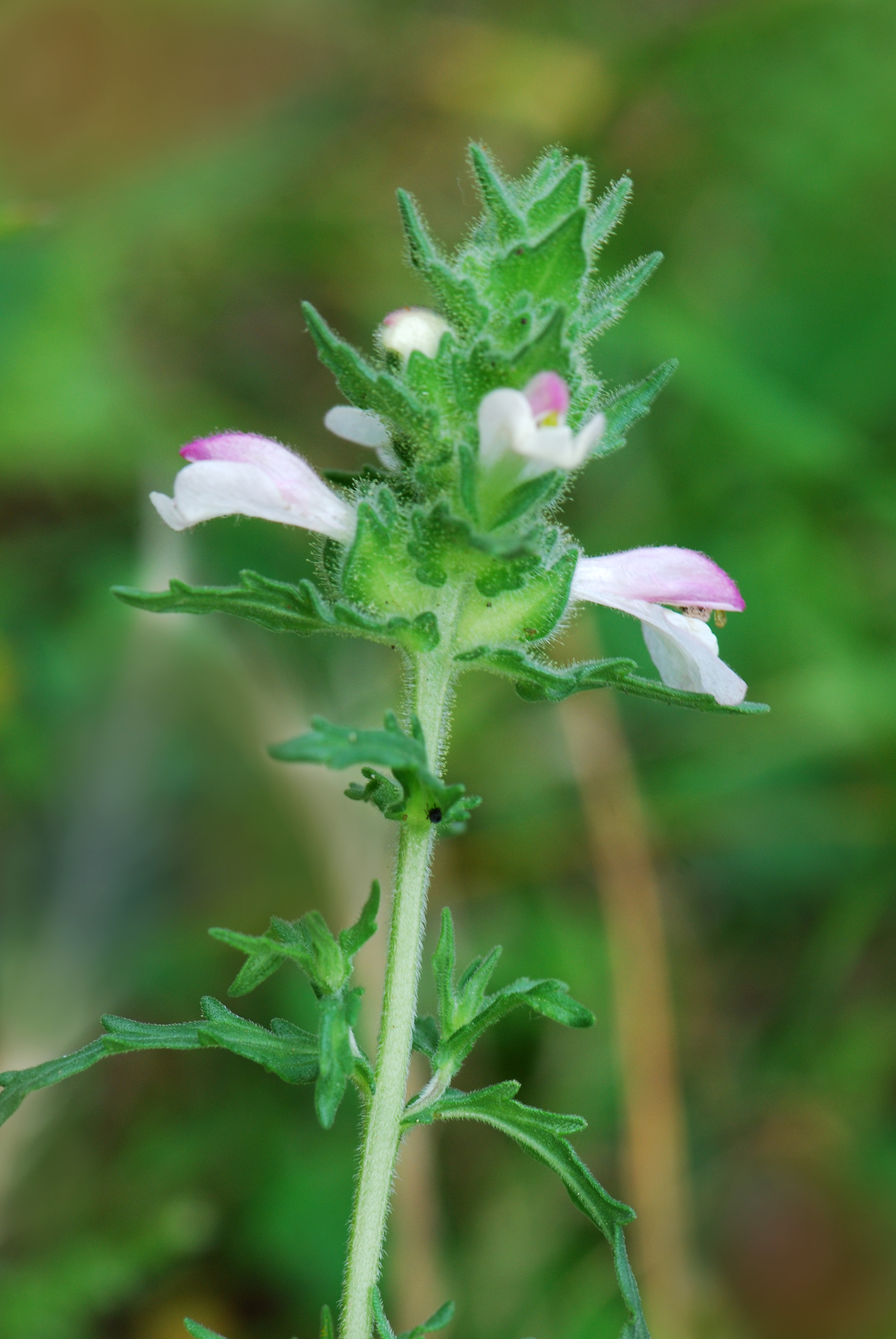

## Dottertaxa till Svarthösläktet, i alfabetisk ordning[1]
- Bartsia adenophylla
- Bartsia alba
- Bartsia alpina
- Bartsia aprica
- Bartsia australis
- Bartsia bartsioides
- Bartsia camporum
- Bartsia canescens
- Bartsia chilensis
- Bartsia crenata
- Bartsia crenoloba
- Bartsia crisafullii
- Bartsia diffusa
- Bartsia elachophylla
- Bartsia elongata
- Bartsia fiebrigii
- Bartsia filiformis
- Bartsia flava
- Bartsia glandulifera
- Bartsia inaequalis
- Bartsia integrifolia
- Bartsia jujuyensis
- Bartsia laniflora
- Bartsia laticrenata
- Bartsia melampyroides
- Bartsia mutica
- Bartsia orthocarpiflora
- Bartsia patens
- Bartsia pauciflora
- Bartsia pedicularoides
- Bartsia peruviana
- Bartsia pumila
- Bartsia pyricarpa
- Bartsia ramosa
- Bartsia remota
- Bartsia rigida
- Bartsia santolinifolia
- Bartsia sericea
- Bartsia serrata
- Bartsia stricta
- Bartsia strigosa
- Bartsia tenuis
- Bartsia thiantha
- Bartsia tomentosa
- Bartsia trichophylla
- Bartsia tricolor
- Bartsia trixago
- Bartsia weberbaueri